# Малые Голобы
Малые Голобы (укр. Малі Голоби) — село в Камень-Каширской городской общине Камень-Каширского района Волынской области Украины.
Население по переписи 2001 года составляет 291 человек. Почтовый индекс — 44553. Телефонный код — 3357. Занимает площадь 1,033 км².